# Simon Wincer
Simon Wincer (Sydney, 1943) è un regista e produttore cinematografico australiano.

## Filmografia parziale

### Cinema
- Harlequin (1980)
- Corri, cavallo, corri (Phar Lap) (1983)
- D.A.R.Y.L. (1985)
- The Lighthorsemen - Attacco nel deserto (The Lighthorsemen) (1987) - anche produttore
- Carabina Quigley (Quigley Down Under) (1990)
- Harley Davidson & Marlboro Man (Harley Davidson and the Marlboro Man) (1991)
- Free Willy - Un amico da salvare (Free Willy) (1993)
- Jack colpo di fulmine (Lighthing Jack) (1994) - anche produttore
- Quando gli elefanti volavano (Operation Dumbo Drop) (1995)
- The Phantom (1996)
- Crocodile Dundee 3 (Crocodile Dundee in Los Angeles) (2001)
- Fuoco incrociato (Crossfire Trail) (2001)
- Young Black Stallion (2003)
- The Cup (2011) - anche produttore

### Televisione
- Division 4 (1972; 15 episodi)
- Matlock Police (1971-1975; 17 ep.)
- Tandarra (1976; 7 ep.)
- I Sullivans (1976; 4 ep.)
- Against the Wind (1978; 6 ep.)
- Chopper Squad (1977-1978; 5 ep.)
- Colomba solitaria (Lonesome Dove) (1989)
- Le avventure del giovane Indiana Jones (1992-1993; 6 ep.)
- Una gatta, un cane e un caso da risolvere (1998)
- Monte Walsh - Il nome della giustizia (2003)
- Into the West (2005)
- Comanche Moon (2008)